# Nhai đạo biện sự xứ
Nhai đạo biện sự xứ (tiếng Trung: 街道办事处, bính âm: jiēdàobànshìchù), hay khu phố gọi tắt là nhai đạo, là một cấp hành chính địa phương, thấp hơn huyện cấp thị ở Cộng hòa Nhân dân Trung Hoa, có thể coi như cấp phường ở Việt Nam. Cấp này ngang với hương và trấn về địa vị hành chính. Quyền hạn của cấp này được quy định tại điều 68, "Luật Tổ chức Chính phủ địa phương". Đến ngày 31 tháng 12 năm 2004, Trung Quốc có 5904 nhai đạo biện sự xứ.